# Albionbaataridae
Albionbaataridae è una famiglia di mammiferi estinti appartenenti all'ordine dei Multituberculata. I resti fossili provengono dal Giurassico superiore del Portogallo e dal Cretaceo inferiore di Europa e Asia. Questi erbivori vissero durante l'era Mesozoica, conosciuta anche come "l'era dei dinosauri". Furono tra i rappresentanti più evoluti del sottordine informale dei "Plagiaulacida".

## Descrizione
(Kielan-Jaworowska, Cifelli, & Luo (2004). "Mammals from the age of dinosaurs : origins, evolution, and structure" p. 318-319)

## Distribuzione
Giurassico superiore (Kimmeridgiano) della miniera di Guimarota, Leiria, in Portogallo; Cretaceo inferiore (Berriasiano) dell'Inghilterra sudorientale, Gruppo calcareo Purbeck, Dorset; Cretaceo inferiore (Aptiano o Albiano), formazione Shahai, Cina nordorientale.

## Etimologia
Il nome Albionbaataridae indica l'antico nome Albione (Ἀλβιών in greco antico) dato dai greci alle isole britanniche, più il suffisso Mongolo "baatar"= eroe, usato spesso nella classificazione dei multitubercolati.

## Generi
- Albionbaatar (Kielan-Jaworowska & Ensom, 1994), genere tipo, i cui resti risalenti al Cretaceo sono stati rinvenuti in Inghilterra.
- Proalbionbaatar (Hahn & Hahn, 1998), che venne scoperto nei sedimenti databili al Giurassico del Portogallo.
- Kielanobaatar (Kusuhashi et al., 2010), precedentemente citato non classificato da Wang nel 1995, i suoi resti fossili provengono dalla provincia cinese del Liaoning.

## Tassonomia
Sottoclasse  †Allotheria Marsh, 1880
- Ordine †Multituberculata Cope, 1884:
  - Sottordine †Plagiaulacida Simpson, 1925
    - Ramo Plagiaulacidae
      - Famiglia †Albionbaataridae Kielan-Jaworowska & Ensom, 1994
        - Genere †Albionbaatar Kielan-Jaworowska & Ensom, 1994
          - Specie †A. denisae Kielan-Jaworowska & Ensom, 1994

        - Genere †Proalbionbaatar Hahn & Hahn, 1998
          - Specie †P. plagiocyrtus Hahn & Hahn, 1998

        - Genere †Kielanobaatar Kusuhashi et al., 2010
          - Specie †K. badaohaoensis Kusuhashi et al., 2010